# Neoeurytomaria subbaraoi
Neoeurytomaria subbaraoi är en stekelart som beskrevs av T.C. Narendran 1994. Neoeurytomaria subbaraoi ingår i släktet Neoeurytomaria och familjen kragglanssteklar.
Artens utbredningsområde är Nepal. Inga underarter finns listade i Catalogue of Life.